# 山本聡美
山本 聡美（やまもと さとみ、1970年 - ）は、日本の美術史学者、早稲田大学教授。専攻は日本中世絵画史。

## 人物
宮崎県門川町生まれ。早稲田大学大学院文学研究科博士後期課程単位取得満期退学。博士（文学）（早稲田大学）。大分県立芸術文化短期大学専任講師、金城学院大学准教授、共立女子大学准教授、同大学教授を経て、2019年早稲田大学文学部教授。
2016年、著書『九相図をよむ 朽ちてゆく死体の美術史』で、第66回芸術選奨文部科学大臣新人賞（「評論等部門」）、および第14回角川財団学芸賞受賞。同年、「「九相図」をめぐって 仏教観想から無常観へ」で、第36回上野五月記念日本文化研究奨励賞受賞。

## 単著
- 『九相図をよむ 朽ちてゆく死体の美術史』KADOKAWA〈角川選書〉、2015年／角川ソフィア文庫（増補カラー版）、2023年
- 『闇の日本美術』ちくま新書、2018年
- 『中世仏教絵画の図像誌 経説絵巻・六道絵・九相図』吉川弘文館、2020年

### 共編・監修
- 『国宝六道絵』泉武夫・加須屋誠共編著、金井杜道 写真、中央公論美術出版、2007.11
- 『九相図資料集成 死体の美術と文学』西山美香共編 岩田書院、2009
- 『病草紙』加須屋誠共編. 中央公論美術出版、2017.5
- 『日本の文化を発信!鳥獣戯画と絵巻物』監修、あかね書房、2021.1